# Світовий тур (Океан Ельзи)
Світовий тур — тур українського рок-гурту «Океан Ельзи» на підтримку його дев'ятого альбому «Без меж». Третій за кількістю концертів (після турів «Dolce Vita» та «Земля») в історії гурту.
Усього організовано 74 концерти у 26 країнах світу, з них п'ять безкоштовних — у Маріуполі (17 травня 2016 року), Херсоні на День міста (16 вересня 2016 року), Краматорську й Лисичанську (5 жовтня 2016 та 9 червня 2017 року відповідно) та Полтаві (16 вересня 2017 року). У восьми містах — Харкові, Одесі, Львові, Херсоні, Івано-Франківську, Чернівцях, Полтаві та Стокгольмі — було проведено по два концерти за період туру.

## Графік туру
Тур розпочався 17 травня 2016 року безкоштовним концертом у Маріуполі. До першої частини туру увійшли 8 міст України та столиця Вірменії. 18 червня 2016 року у Києві гурт побив власний рекорд: за підрахунками, кількість глядачів сягнула понад 85 000, тоді як у рамках туру «20 років разом» у 2014 році на НСК «Олімпійському» зібралось близько 70 000 осіб. Завершився перший етап туру 25 червня концертом в Одесі.
14 вересня 2016 року концертом у Баку розпочалася друга частина туру. До другої частини ввійшли 11 міст України, включно з безкоштовним концертом у Краматорську, та 16 іноземних міст.
Концертом в Сіднеї 3 лютого 2017 року розпочалася фінальна третя частина туру, виступи пройшли у 21 місті закордоном та у 13 містах України. Один з виступів у Стокгольмі був благодійним і кошти з нього, а також внесок від партнера концерту за повідомленням організаторів мали піти на проект з навчання ІТ дисциплінам сиріт в Україні.
7 червня в Полтаві на початку концерту у Святослава Вакарчука виникли проблеми з голосом, за півгодини концерт продовжився. Наступного дня у соціальній мережі гурт на знак вдячності за підтримку, яку містяни надали музикантам, анонсував безкоштовний концерт у Полтаві, що запланований на 16 вересня 2017 року.
9 червня на запрошення жителів Сєвєродонецька планувалося провести безкоштовний концерт у цьому місті, однак через незадовільний стан стадіону концерт був перенесений у Лисичанськ.
Тур завершився 17 червня 2017 року концертом на Львів-Арені.

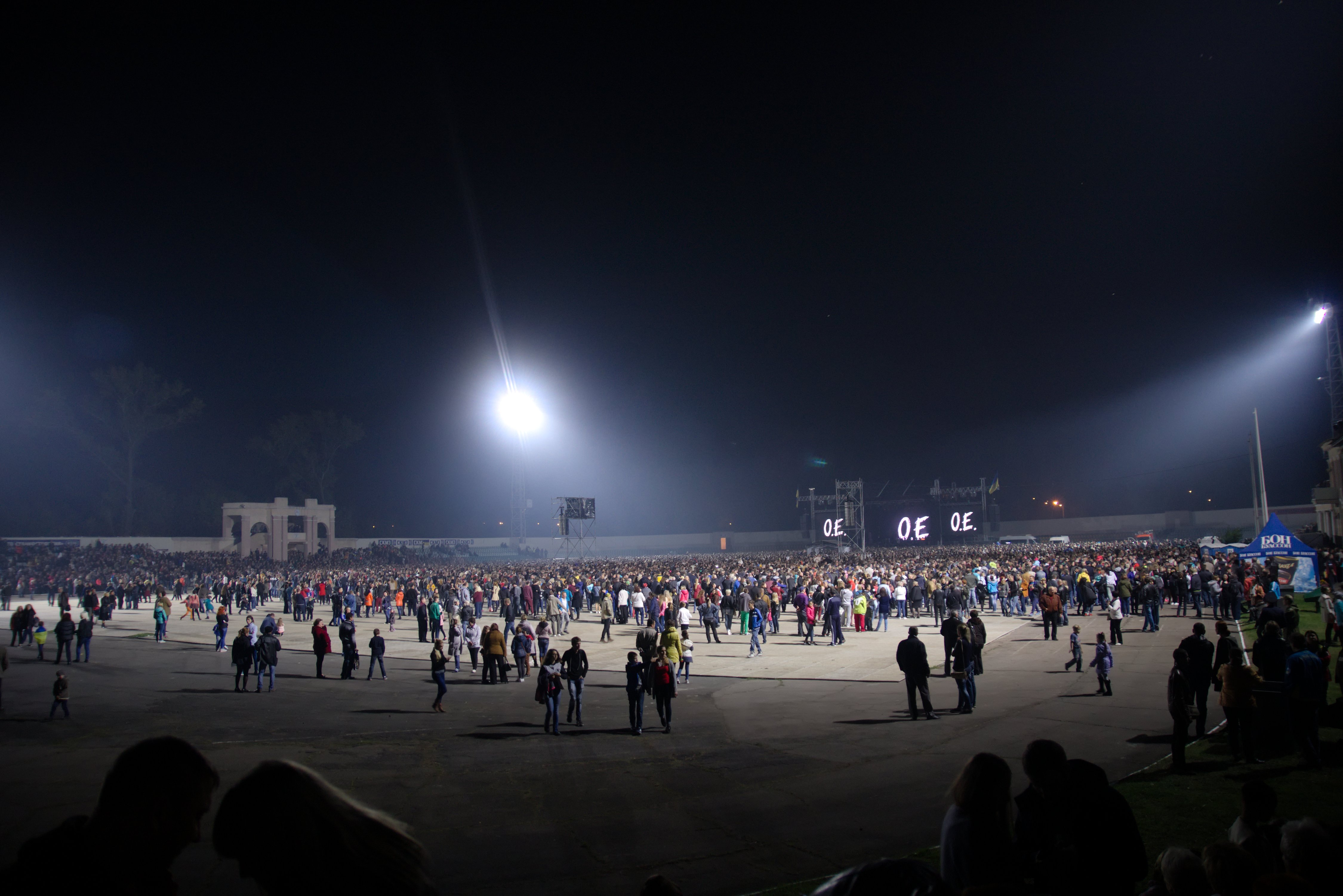
Стадіон перед концертом в Краматорську
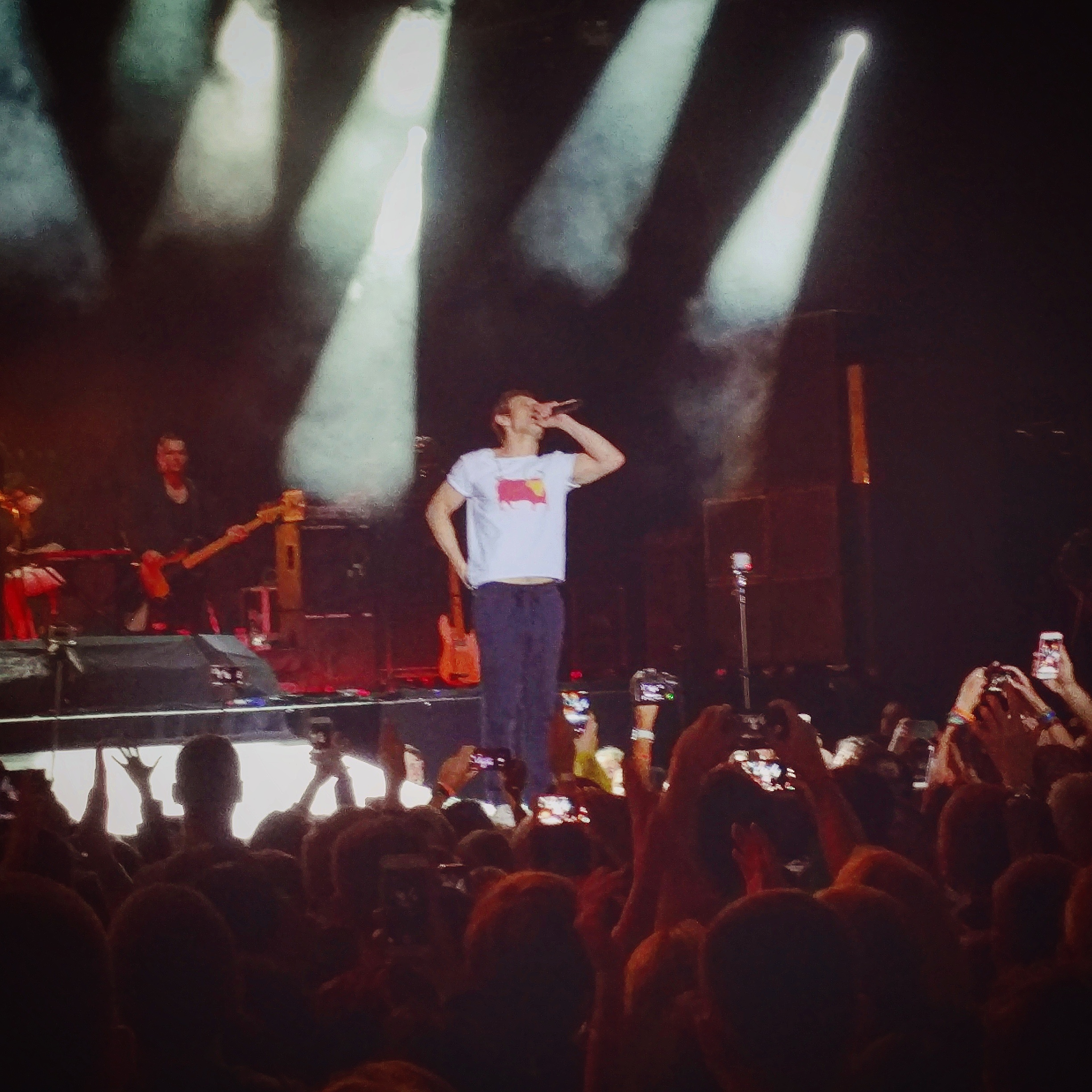
Виступ у Львові

| Номер       | Дата              | Місто                 | Країна          | Майданчик                            |        |        |
| Етап 1      | Етап 1            | Етап 1                | Етап 1          | Етап 1                               | Етап 1 | Етап 1 |
| ----------- | ----------------- | --------------------- | --------------- | ------------------------------------ | ------ | ------ |
| 1           | 17 травня 2016    | Маріуполь             | Україна         | Стадіон «Іллічівець»                 |        |        |
| 2           | 21 травня 2016    | Вінниця               | Україна         | Центральний міський стадіон          |        |        |
| 3           | 28 травня 2016    | Дніпро                | Україна         | Дніпро-Арена                         |        |        |
| 4           | 1 червня 2016     | Єреван                | Вірменія        | СКК імені Карена Демірчяна           |        |        |
| 5           | 4 червня 2016     | Харків                | Україна         | Стадіон «Металіст»                   |        |        |
| 6           | 8 червня 2016     | Суми                  | Україна         | Стадіон «Ювілейний»                  |        |        |
| 7           | 11 червня 2016    | Львів                 | Україна         | Стадіон «Арена Львів»                |        |        |
| 8           | 18 червня 2016    | Київ                  | Україна         | НСК «Олімпійський»                   |        |        |
| 9           | 25 червня 2016    | Одеса                 | Україна         | Стадіон «Чорноморець»                |        |        |
| Між етапами |                   |                       |                 |                                      |        |        |
| 10          | 24 серпня 2016    | Одеса                 | Україна         | Стадіон «Чорноморець»                |        |        |
| Етап 2      |                   |                       |                 |                                      |        |        |
| 11          | 3 вересня 2016    | Баку                  | Азербайджан     | Зелений театр                        |        |        |
| 12          | 10 вересня 2016   | Кишинів               | Молдова         | Стадіон «Зімбру»                     |        |        |
| 13          | 14 вересня 2016   | Кропивницький         | Україна         | Стадіон «Зірка»                      |        |        |
| 14          | 16 вересня 2016   | Миколаїв              | Україна         | Центральний міський стадіон          |        |        |
| 15          | 17 вересня 2016   | Херсон                | Україна         | Набережна Парк Слави                 |        |        |
| 16          | 18 вересня 2016   | Запоріжжя             | Україна         | Стадіон «Славутич-Арена»             |        |        |
| 17          | 20 вересня 2016   | Кременчук             | Україна         | Стадіон «Кремінь-Арена»              |        |        |
| 18          | 22 вересня 2016   | Черкаси               | Україна         | Центральний міський стадіон          |        |        |
| 19          | 25 вересня 2016   | Хмельницький          | Україна         | Міський стадіон «Поділля»            |        |        |
| 20          | 28 вересня 2016   | Чернігів              | Україна         | Стадіон імені Юрія Гагаріна          |        |        |
| 21          | 30 вересня 2016   | Івано-Франківськ      | Україна         | Міський стадіон «Рух»                |        |        |
| 22          | 2 жовтня 2016     | Чернівці              | Україна         | Стадіон «Буковина»                   |        |        |
| 23          | 5 жовтня 2016     | Краматорськ           | Україна         | Стадіон «Авангард»                   |        |        |
| 24          | 13 жовтня 2016    | Стокгольм             | Швеція          | Debaser Medis                        |        |        |
| 25          | 14 жовтня 2016    | Стокгольм             | Швеція          | Debaser Medis                        |        |        |
| 26          | 15 жовтня 2016    | Гельсінкі             | Фінляндія       | The Circus                           |        |        |
| 27          | 22 жовтня 2016    | Тбілісі               | Грузія          | Палац Спорту                         |        |        |
| 28          | 29 жовтня 2016    | Рим                   | Італія          | Atlantico Live                       |        |        |
| 29          | 12 листопада 2016 | Дубай                 | ОАЕ             | MusicHall                            |        |        |
| 30          | 26 листопада 2016 | Барселона             | Іспанія         | Sant Jordi Club                      |        |        |
| 31          | 3 грудня 2016     | Брест                 | Білорусь        | Льодовий палац                       |        |        |
| 32          | 4 грудня 2016     | Гродно                | Білорусь        | Льодовий палац                       |        |        |
| 33          | 6 грудня 2016     | Гомель                | Білорусь        | Льодовий палац спорту                |        |        |
| 34          | 7 грудня 2016     | Могильов              | Білорусь        | Льодовий палац спорту                |        |        |
| 35          | 9 грудня 2016     | Вітебськ              | Білорусь        | Льодовий палац спорту                |        |        |
| 36          | 10 грудня 2016    | Мінськ                | Білорусь        | Мінськ-Арена                         |        |        |
| 37          | 17 грудня 2016    | Варшава               | Польща          | Hala Koło                            |        |        |
| 38          | 23 грудня 2016    | Софія                 | Болгарія        | Національний палац культури          |        |        |
| Етап 3      |                   |                       |                 |                                      |        |        |
| 39          | 3 лютого 2017     | Мельбурн              | Австралія       | 170 Russell                          |        |        |
| 40          | 5 лютого 2017     | Сідней                | Австралія       | Metro Theatre                        |        |        |
| 41          | 11 лютого 2017    | Берлін                | Німеччина       | Columbiahalle                        |        |        |
| 42          | 12 лютого 2017    | Франкфурт-на-Майні    | Німеччина       | Offenbach Stadthalle                 |        |        |
| 43          | 3 березня 2017    | Торонто               | Канада          | REBEL                                |        |        |
| 44          | 4 березня 2017    | Нью-Йорк              | США             | The Theatre at Madison Square Garden |        |        |
| 45          | 7 березня 2017    | Маямі                 | США             | Copa Room                            |        |        |
| 46          | 8 березня 2017    | Чикаго                | США             | Riviera Theatre                      |        |        |
| 47          | 10 березня 2017   | Сіетл                 | США             | Showbox SoDo                         |        |        |
| 48          | 11 березня 2017   | Сан-Франциско         | США             | The Warfield                         |        |        |
| 49          | 12 березня 2017   | Лос-Анжелес           | США             | Avalon Hollywood                     |        |        |
| 50          | 18 березня 2017   | Амстердам             | Нідерланди      | Melkweg                              |        |        |
| 51          | 22 березня 2017   | Рига                  | Латвія          | Арена Рига                           |        |        |
| 52          | 24 березня 2017   | Таллінн               | Естонія         | Льодовий палац «Tondiraba»           |        |        |
| 53          | 26 березня 2017   | Париж                 | Франція         | La Cigale                            |        |        |
| 54          | 2 квітня 2017     | Прага                 | Чехія           | Lucerna Great Hall                   |        |        |
| 55          | 6 квітня 2017     | Тель-Авів             | Ізраїль         | Hangar11                             |        |        |
| 56          | 8 квітня 2017     | Лондон                | Велика Британія | Eventim Apollo                       |        |        |
| 57          | 9 квітня 2017     | Дублін                | Ірландія        | The Wright Venue                     |        |        |
| 58          | 6 травня 2017     | Лісабон               | Португалія      | Bolero Lisboa                        |        |        |
| 59          | 13 травня 2017    | Відень                | Австрія         | Gasometer                            |        |        |
| 60          | 21 травня 2017    | Рівне                 | Україна         | Стадіон «Авангард»                   |        |        |
| 61          | 23 травня 2017    | Луцьк                 | Україна         | Стадіон «Авангард»                   |        |        |
| 62          | 24 травня 2017    | Тернопіль             | Україна         | Тернопільський міський стадіон       |        |        |
| 63          | 26 травня 2017    | Кам'янець-Подільський | Україна         | Мотобольний стадіон                  |        |        |
| 64          | 28 травня 2017    | Чернівці              | Україна         | Стадіон «Буковина»                   |        |        |
| 65          | 28 травня 2017    | Івано-Франківськ      | Україна         | Міський стадіон «Рух»                |        |        |
| 66          | 1 червня 2017     | Ужгород               | Україна         | Стадіон «Авангард»                   |        |        |
| 67          | 7 червня 2017     | Полтава               | Україна         | Стадіон «Ворскла»                    |        |        |
| 68          | 9 червня 2017     | Лисичанськ            | Україна         | Стадіон «Шахтар»                     |        |        |
| 69          | 11 червня 2017    | Кривий Ріг            | Україна         | Стадіон КЗРК                         |        |        |
| 70          | 13 червня 2017    | Херсон                | Україна         | Стадіон «Кристал»                    |        |        |
| 71          | 15 червня 2017    | Біла Церква           | Україна         | Стадіон «Трудові резерви»            |        |        |
| 72          | 15 червня 2017    | Львів                 | Україна         | Стадіон «Арена Львів»                |        |        |
| Додатково   |                   |                       |                 |                                      |        |        |
| 73          | 24 серпня 2017    | Харків                | Україна         | Стадіон «Металіст»                   |        |        |
| 74          | 15 вересня 2017   | Полтава               | Україна         | Стадіон «Ворскла»                    |        |        |